# Vanguard-Nunatak
Der Vanguard-Nunatak (von englisch vanguard für deutsch Vorhut) ist ein 715 m hoher und auffällig kegelförmiger Nunatak im westantarktischen Queen Elizabeth Land. Er ragt am nördlichen Ausläufer der Forrestal Range in den Pensacola Mountains auf.
Der United States Geological Survey kartierte ihn mittels Vermessungen und anhand von Luftaufnahmen der United States Navy zwischen 1955 und 1966. Das Advisory Committee on Antarctic Names benannte ihn 1968 nach seiner exponierten Lage.